# Duckeella
Duckeella,  es un género   de orquídeas de hábitos terrestres. Es originario del noroeste de Amazonía en Sudamérica.

## Descripción
Se distingue fácilmente este género por las flores amarillas y sus muchas largas hojas basales, lineales y coriáceas.
Tienen los tallos erguidos, ramificados, alcanzando unos 80 centímetros de alto, con vainas pequeñas. Las flores son vistosas, generalmente de cuatro a doce, son de tamaño medio, con labelo trilobado alargado, con un callo en la base similar a los de Zygopetalum. La columna  tiene dos extensiones auriculiforme apicales que se proyectan al frente, cubriendo lateralmente a la antera, que está antes del final de la columna. Los sépalos y pétalos son de formato libre y de  casi el mismo color, incluso el labio tiene formato muy similar, de modo que al observador no muy atento, estas flores no le parecen  orquídeas.
Poco después de ser recogidas, las hojas de las especies de este género y la planta se oscurece y muere. No tenemos noticias de plantas en el cultivo. 

## Distribución y hábitat
Tiene tres especies de raíces fibrosas de hábitos terrestres,  que habitan en zonas restringidas, respectivamente, tres en el noroeste de Amazonía en Venezuela, Colombia y Brasil, donde cada una de ellas es endémica.

## Evolución, filogenia y taxonomía
Fue propuesto por Paulo Campos Porto y Alexander Curt Brade, y publicado en Anais da Reunião Sul-Americana de Botânica 3(1): 32 en 1840, su especie tipo es Duckeella adolphii Porto & Brade. 

### Etimología
El nombre del género es un homenaje al botánico de Brasil Walter Adolpho Ducke.

### Especies
1. Duckeella adolphii Porto & Brade, Anais Reunião Sul-Amer. Bot. 3: 32 (1938 publ. 1940).
2. Duckeella alticola C.Schweinf., Bot. Mus. Leafl. 19: 195 (1961).
3. Duckeella pauciflora Garay, Bot. Mus. Leafl. 18: 186 (1958).